# Бойовий молот
Бойовий молот — найдавніша древкова зброя, функціонально аналогічна булаві. У пізнє Середньовіччя — різновиди універсальної древкової зброї, що має на бойовій частини в різних поєднаннях молоток, дзьоб, топірець та призначається для завдавання дробних і рублених ударів.

## Галерея

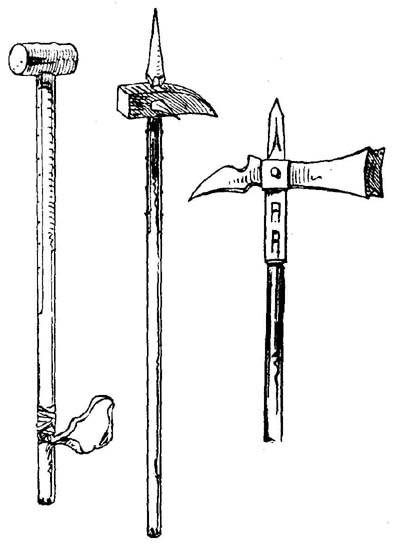
Бойовий молоти XIV ст. Ліворуч — найпростіший свинцевий, праворуч — Люцернський молот (верхня частина)
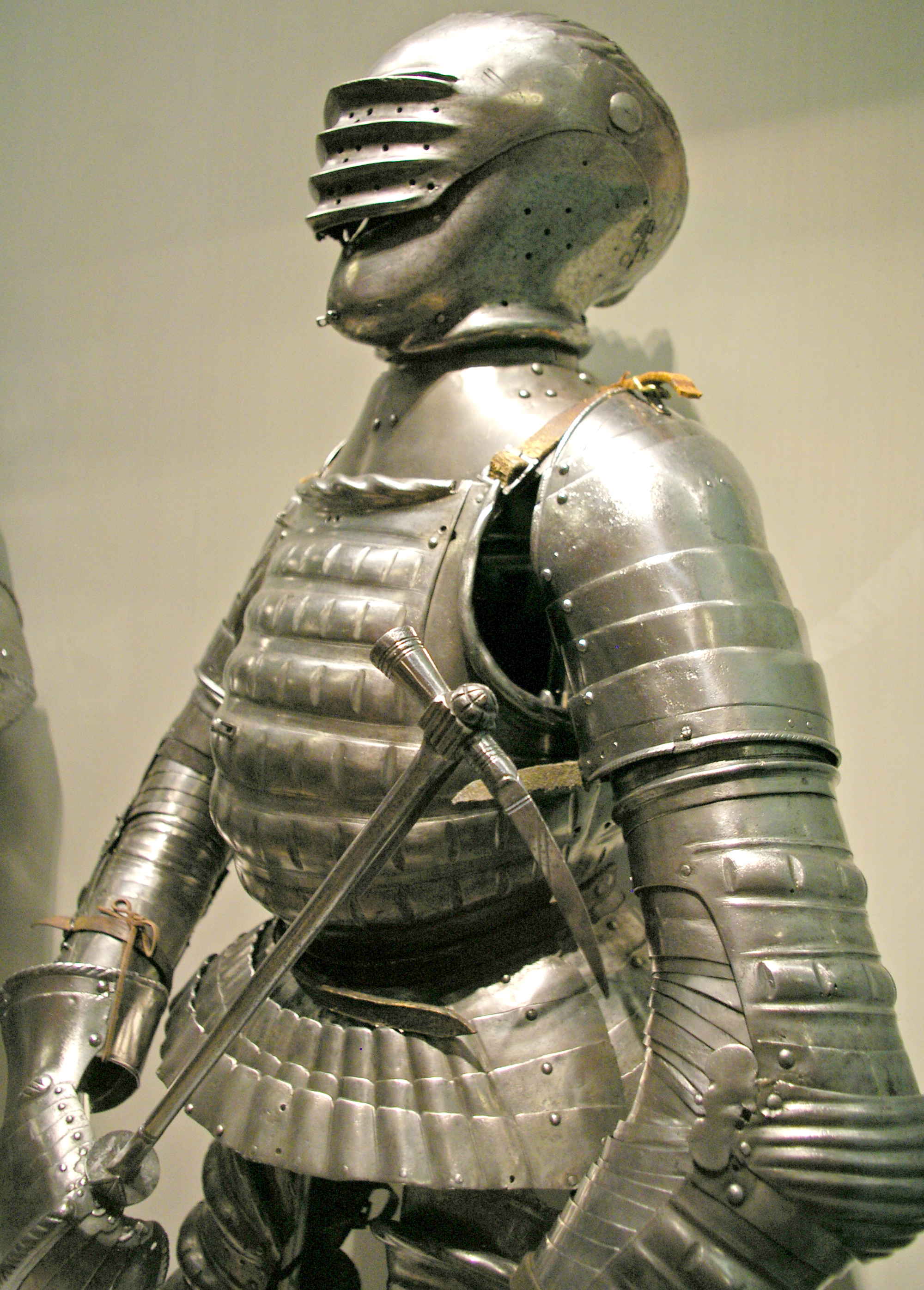
Бойовий молот
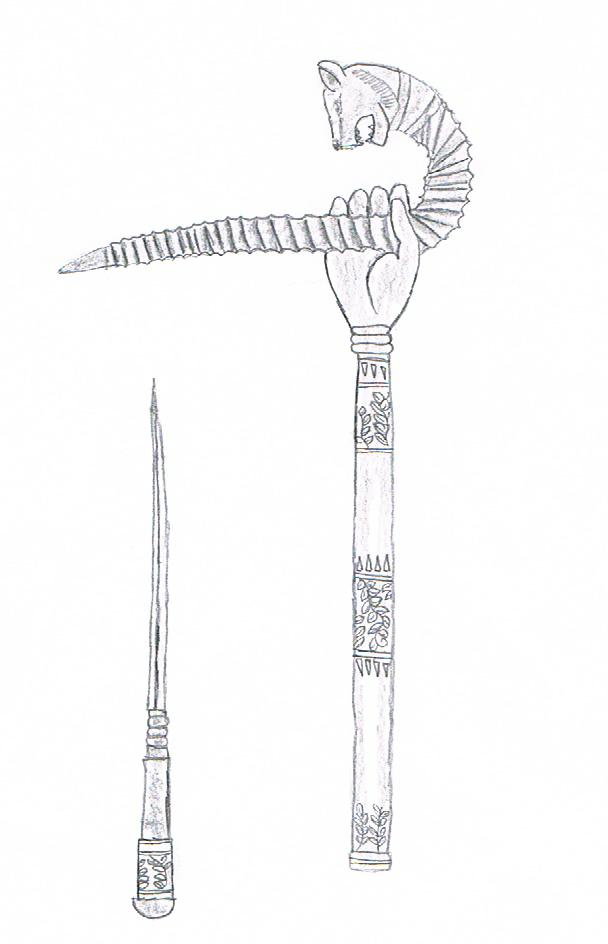
Посох факіра